# La Alberguería de Argañán
La Alberguería de Argañán là một đô thị ở tỉnh Salamanca, phía tây Tây Ban Nha, cộng đồng tự trị Castile-Leon. Đô thị này có cự ly ? kilômét so với thành phố tỉnh lỵ Salamanca và có dân số 181 người.

## Địa lý
Đô thị này có diện tích 30.06 km² (12 square miles).
Đô thị này nằm ở khu vực có độ cao 739 metres (2,400") trên mực nước biển.